# Depot von Minice
Das Depot von Minice (auch Hortfund von Minice) ist ein Depotfund der frühbronzezeitlichen Aunjetitzer Kultur aus Minice, einem Ortsteil von Kralupy nad Vltavou im Středočeský kraj, Tschechien. Es datiert in die Zeit zwischen 2000 und 1800 v. Chr. Das Depot befindet sich heute im Nationalmuseum in Prag.

## Fundgeschichte
Das Depot wurde 1904 beim Ausheben eines Fundaments entdeckt. Die Funde lagen in einer Ascheschicht. Aus dem Nachbarort Míkovice stammt ein weiteres Depot, das in die gleiche Zeitspanne datiert. Aus Minice sind außerdem fünf Einzelfunde von Bronzegegenständen der Aunjetitzer Kultur bekannt.

## Zusammensetzung
Das Depot besteht aus zwei goldenen gerippten, niedrigen offenen Armmanschetten und vier Bruchstücken von Spiralröllchen aus Golddraht. Eine Armmanschette ist neuzeitlich beschädigt.
Die beiden Armmanschetten haben große Ähnlichkeit mit zwei Stücken aus dem Depot I von Dieskau (Saalekreis, Sachsen-Anhalt).